# Ahetze
Ahetze (baskisch gleichlautend) ist eine französische Gemeinde mit 2.070 Einwohnern (Stand: 1. Januar 2022) im Département Pyrénées-Atlantiques in der Region Nouvelle-Aquitaine. Ahetze gehört zum Arrondissement Bayonne und zum Kanton Ustaritz-Vallées de Nive et Nivelle (bis 2015: Kanton Ustaritz). Die Einwohner werden Aheztars genannt.

## Geografie
Ahetze liegt etwa 15 Kilometer südsüdwestlich von Bayonne im französischen Baskenland und der historischen Landschaft Labourd. Umgeben wird Ahetze von den Nachbargemeinden Bidart im Norden und Nordwesten, Arbonne im Norden und Osten, Saint-Pée-sur-Nivelle im Süden sowie Saint-Jean-de-Luz im Westen und Südwesten.
Durch die Gemeinde führt die frühere Route nationale 132 (heutige D932).

## Bevölkerungsentwicklung
| 1962 | 1968 | 1975 | 1982 | 1990 | 1999 | 2006 | 2012 |
| ---- | ---- | ---- | ---- | ---- | ---- | ---- | ---- |
| 479  | 484  | 567  | 869  | 1069 | 1318 | 1468 | 1899 |

## Sehenswürdigkeiten
- Kirche Saint-Martin aus dem 16. Jahrhundert
- zahlreiche baskische Häuser aus dem 17. und 18. Jahrhundert
- Wassermühle

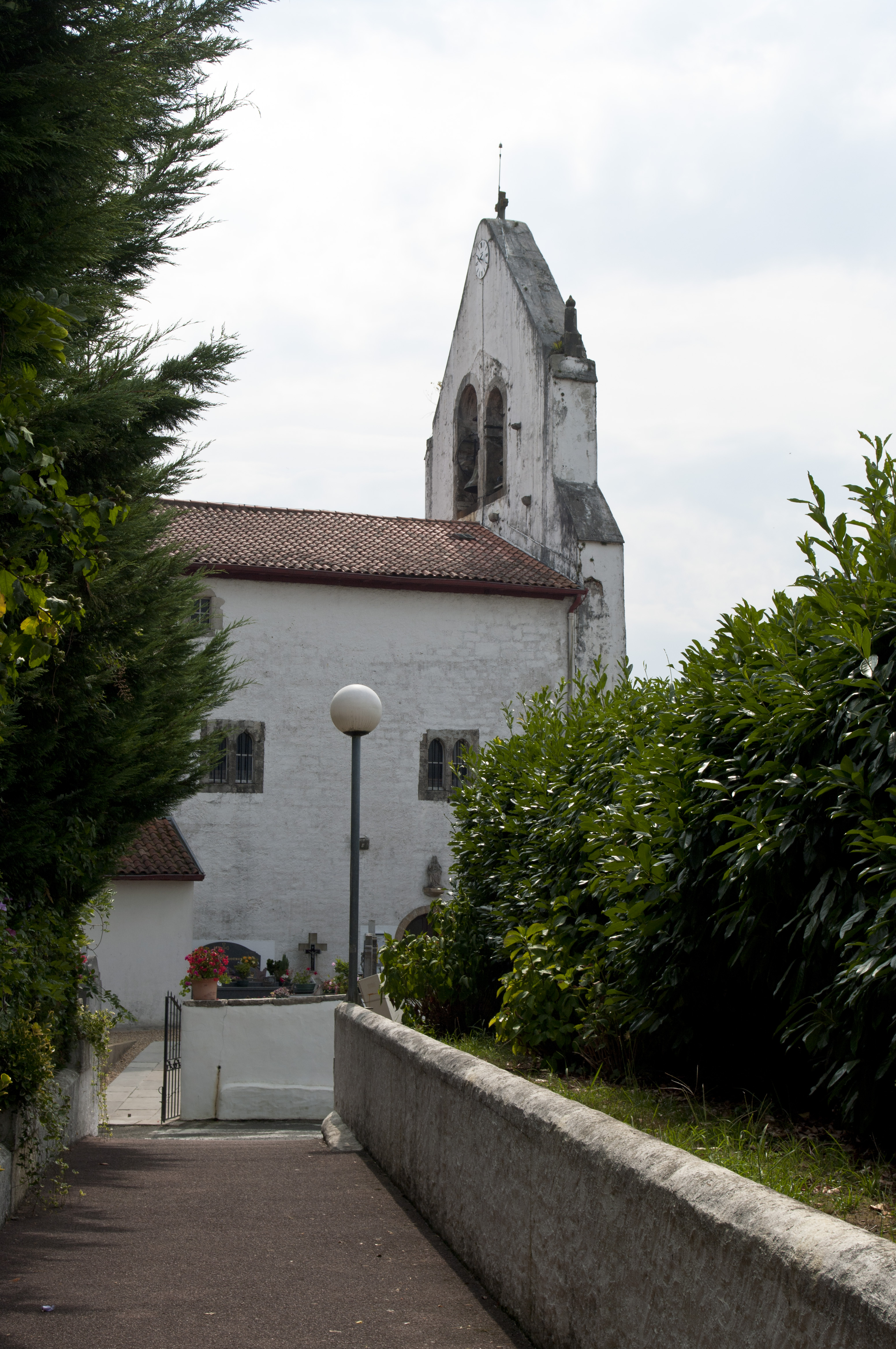
Kirche Saint-Martin
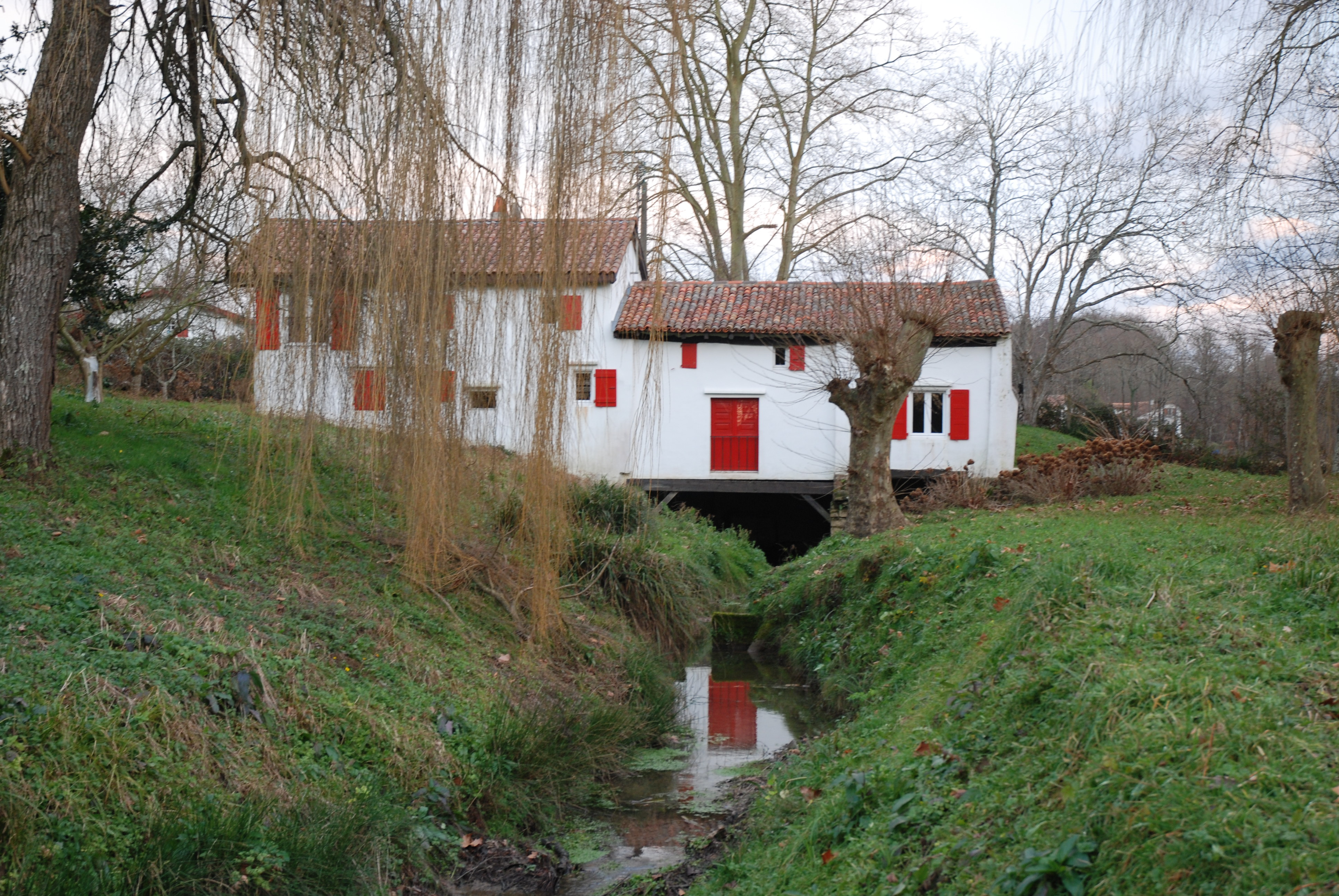
Wassermühle